# Slim Ben Othman
Pour les articles homonymes, voir Ben Othman.
Slim Ben Othman est un footballeur tunisien.
Il évolue au poste de gardien de but au sein du Club africain.
Son fils, Mohamed Slim Ben Othman, est également footballeur.

## Biographie
Jouant au club du début des années 1970 à 1990, son talent n'a d'égal que son caractère, dont il est parfois victime. Il fait partie d'une époque qui voit le Club africain compter simultanément quatre gardiens internationaux dans ses rangs, d'où une concurrence féroce. Il brille lors d'une période pourtant marquée par l'absence de sacres.

## Carrière
- 1978-1990 : Club africain (Tunisie)

## Palmarès
- Champion de Tunisie : 1979, 1980, 1990